# Bense
Bense – wieś w południowej Dominice, w parafii św. Andrzeja. Wieś administracyjnie złączona jest z miejscowościami Anse de Mai i Anse Solda, które są gęsto rozmieszczone.

## Położenie
Bense położony jest na wzgórzu, z którego widoczne jest morze. Mieszkańcy w większości zajmują się rolnikami.

## Kultura i Oświata
- Kościół Adwentystów Dnia Siódmego, kościół baptystów
- Centrum kultury
- Przedszkole
- Szkoła